# ام‌وی هجالتلند
ام‌وی هجالتلند (به انگلیسی: MV Hjaltland) یک کشتی است که طول آن ۱۲۵ متر (۴۱۰ فوت) می‌باشد. این کشتی در سال ۲۰۰۲ ساخته شد.